# Ardwell
Ardwell ist eine Ortschaft in der schottischen Council Area Dumfries and Galloway. Sie liegt rund 15 Kilometer südöstlich von Stranraer an der Westküste der Luce Bay auf der Rhins of Galloway. Die A716 (Lochans–Drummore) bindet Ardwell an das Fernstraßennetz an.

## Geschichte
In der Umgebung von Ardwell befinden sich mit Doon Castle, Auchness Castle und Killaser Castle mehrere Wehrbauten, welche die Besiedlung der Region durch verschiedene Epochen belegen. Vermutlich im späten 17. Jahrhundert entstand das westlich gelegene Herrenhaus Ardwell House. Dessen Gärten können besichtigt werden. Im selben Zeitraum entstand die Logan Windmill, eine Turmwindmühle, die heute als Denkmal der höchsten Denkmalkategorie A geschützt ist. Zu Beginn des 20. Jahrhunderts wurde die neogotische Ardwell Church erbaut.